# Синаксар
Синаксар или синаксарий (на гръцки: συναξάριον – сборник, събрание, съединение) е по-пълен или по-кратък житийник и тълкувание на празниците, извлечени от писанията на светите отци и църковните предания. Първоначално синаксарите били използвани в богослужението (техните четения също се наричали синаксари).
Синаксарите съдържат разказ и обяснение на празнуваното събитие (напр. Синаксари на Господски и Богородични празници, на празници по случай пренасяне мощите на някой светец) или значението и причината за установено от Църквата действие (напр. помен за покойниците), или тълкувание на причината дадено възпоменание да се извършва на определен ден (напр. Синаксар в Месопустната или Страстната седмица). Подобни на синаксарите са месецословите и минеите. В последните редом с жизнеописанията на светиите помествали и поучителни слова за празника. Днес синаксарите се използват в богослужението само в някои манастири.